# Loan Lý
Loan Lý (tiếng Trung: 湾里区, Hán Việt: Loan Lý khu) là một quận cũ của địa cấp thị Nam Xương (南昌市), tỉnh Giang Tây, Cộng hòa Nhân dân Trung Hoa. Quận này có diện tích 254 km2, dân số năm 2004 là 80.000 người. Quận Loan Lý được chia ra thành 2 nhai đạo, 3 trấn và 1 hương.

## Hành chính
Loan Lý được chia ra làm 6 đơn vị hành chính cấp hương, gồm 2 nhai đạo và 4 trấn
- Nhai đạo: Trạm Tiền (站前街道), Hạnh Phúc (幸福街道)
- Trấn: Chiêu Hiền (招贤镇), Mai Lĩnh (梅岭镇), La Đình (罗亭镇), Thái Bình (太平镇)